# Tupolev ANT-16
Il Tupolev ANT-16 (in cirillico Туполев АНТ-16) era un bombardiere monoplano, dall'inusuale configurazione esamotore, progettato in Unione Sovietica dallo TsAGI, all'epoca diretto da Andrej Nikolaevič Tupolev; viene indicato anche con la sigla TB-4 in base alla tipologia di impiego prevista (dal cirillico ТБ-4: Тяжёлый Бомбардировщик, Tyazholy Bombardirovschik, ovvero bombardiere pesante).
Il suo progetto risale alla fine degli anni venti; ne fu costruito un solo esemplare che mise in luce prestazioni inadeguate rispetto alle aspettative. Successivi sviluppi portarono alla realizzazione del Tupolev ANT-20.

## Storia del progetto
Il progetto dell'ANT-16 nacque sull'onda dei successi ottenuti dai precedenti ANT-4 ed ANT-6 il cui impiego portò la V-VS a richiedere velivoli che potessero trasportare carichi offensivi ancora maggiori; tale politica della forza aerea sovietica risultava influenzata dalla dottrina espressa dal generale italiano Giulio Douhet nel suo libro "Il dominio dell'aria: saggio sull'arte della guerra aerea".
Negli scorci finali del 1929, i progettisti dello TsAGI formularono calcoli teorici in base ai quali si prevedeva di riuscire a realizzare bombardieri il cui peso al decollo toccasse i 70 000 kg, senza incontrare problemi insormontabili già sulla base delle tecnologie allora disponibili. Poiché lo sforzo richiesto per lo sviluppo dai 17 200 kg dell'ANT-6 era notevole, il progetto relativo all'ANT-16 venne considerato una sorta di passaggio intermedio, per altro complesso da condurre a termine tanto che la realizzazione del prototipo richiese oltre tre anni, malgrado nel gruppo di lavoro dello TsAGI fosse presente Vladimir Michajlovič Petliakov che aveva acquisito inestimabile esperienza curando la realizzazione dei velivoli già citati. Nello staff di progettazione del velivolo furono presenti, a vario titolo, oltre a Tupolev e Petliakov anche Aleksandr Aleksandrovič Archangel'skij e Vladimir Nikolaevič Mâsiŝev.
Il progetto si concretizzò in un velivolo caratterizzato da un'apertura alare di 54 m e dal peso al decollo di oltre 33 000 kg. La costruzione della cellula venne realizzata nella struttura dell'AGOS (dal cirillico Авиация, Гидроавиация и Опытное Строительство: Aviaciâ, Gidroaviaciâ i Opytnoe Stroitel'stvo), la fabbrica (situata a Mosca) che realizzava i velivoli progettati presso lo TsAGI; nel febbraio del 1933 i diversi pezzi vennero trasportati negli hangar dell'Aeroporto Centrale Michail Vasil'evič Frunze (all'epoca unico aeroporto di Mosca, conosciuto anche con il nome di Hodynka, nome derivante dal fiume situato nei paraggi) e lì riassemblati a partire dal successivo mese di aprile.
Al termine di questo lungo processo di costruzione, l'ANT-16 decollò per la prima volta il 3 luglio del 1933: all'epoca era il più grande aereo mai portato in volo.

## Tecnica

### Struttura
Monoplano dalla struttura interamente metallica anche l'ANT-16, come ormai classico nelle realizzazioni di Tupolev, impiegava un rivestimento in lamierino di duralluminio ondulato; la fusoliera era realizzata in tre tronconi (il muso, la coda e la zona centrale dove erano ricavati due vani bombe della lunghezza di 5 metri ciascuno).
Le ali alloggiavano quattro motori (due per ogni semiala) ed avevano uno spessore tale che un tunnel al loro interno consentiva l'accesso ai motori anche durante il volo. Gli altri due motori erano alloggiati (accoppiati, in configurazione traente-spingente)  in una gondola centrale disposta al di sopra della fusoliera alla quale era collegata da una struttura di tubi metallici.
L'impennaggio era di tipo classico, con lo stabilizzatore orizzontale (controventato con tiranti d'acciaio) collocato alla base della deriva.
Il carrello era fisso, di tipo triciclo posteriore con gli elementi anteriori a ruota doppia sul medesimo asse, anziché in tandem come sull'ANT-6.

### Motore
I motori impiegati nella realizzazione dell'unico esemplare dell'ANT-16 furono i Mikulin AM-34, dodici cilindri a V di 60° raffreddati a liquido in grado di sviluppare (ciascuno) la potenza di 760 CV in regime di crociera (ma potevano arrivare fino a 835 CV in fase di decollo o di emergenza).

### Armamento
Era previsto che le missioni ordinarie del TB-4 fossero compiute trasportando 4 000 kg di bombe ma i calcoli teorici prevedevano di poter arrivare anche a 10 000 kg. L'armamento difensivo era costituito da dieci mitragliatrici calibro 7,62 mm e quattro cannoni calibro 20 mm.

## Impiego operativo
Al suo primo volo l'ANT-16, ai cui comandi era il futuro eroe dell'Unione Sovietica Mikhail Mikhaylovich Gromov, non si dimostrò docile richiedendo un notevole sforzo per mantenerne il controllo. I successivi interventi sul timone di coda e sugli equilibratori, volti a rendere più semplice il controllo del velivolo mediante l'ampliamento delle superfici di controllo, si dimostrarono eccessivi tanto che il notevole rollio rischiò di far entrare in vite l'aereo stesso.
La soluzione dei problemi di volo dell'ANT-16 richiese qualche tempo, ma le prestazioni del velivolo non si rivelarono all'altezza delle aspettative; in particolare il rapporto tra il carico bellico trasportabile e l'autonomia non si dimostrò migliore di quello del precedente TB-3. Per tale ragione, alla fine dello stesso anno, il suo sviluppo venne abbandonato.